# بلو مون اوییشن
بلو مون اوییشن (به انگلیسی: Blue Moon Aviation) یک شرکت هواپیمایی است که در ۲۰۰۳ میلادی تأسیس شده‌است. دفتر مرکزی بلو مون اوییشن در مینیاپولیس، مینه‌سوتا، ایالات متحده آمریکا واقع شده‌است.